# Stilpnochlora couloniana
Stilpnochlora couloniana är en insektsart som först beskrevs av Henri Saussure 1861.  Stilpnochlora couloniana ingår i släktet Stilpnochlora och familjen vårtbitare. Inga underarter finns listade i Catalogue of Life.